# Pec (Wysoki Jesionik)
Pec (historyczna nazwa niem. Backofen) – szczyt o wysokości 1311 m n.p.m. (podawana jest też wysokość 1311,2 m n.p.m.  lub 1311,3 m n.p.m. ) w paśmie górskim Wysokiego Jesionika (cz. Hrubý Jeseník), w północno-wschodnich Czechach, w Sudetach Wschodnich, na Morawach, w obrębie gminy Vernířovice, oddalony o około 8,1 km na południowy zachód od szczytu góry Pradziad (cz. Praděd), leżący na jego głównym grzbiecie (grzebieniu), pomiędzy szczytami Pecný i Ztracené kameny. Rozległość szczytu wraz ze stokami (powierzchnia stoków) szacowana jest na około 1,6 km², a średnie nachylenie wszystkich stoków wynosi około 16°.

## Charakterystyka
Pec z uwagi na nieprzekraczającą minimalną wysokość pomiędzy szczytem i najniższym punktem przełęczy (minimalna deniwelacja względna) w kierunku góry Pecný (min. 5 m) nie jest przez niektórych autorów zaliczony jako odrębna góra. Traktowany raczej jako wydłużenie stoku góry Pecný .

### Lokalizacja
Szczyt Pec położony jest w południowym rejonie całego pasma Wysokiego Jesionika, leżący w części Wysokiego Jesionika, w południowo-zachodnim obszarze (mikroregionu) o nazwie Masyw Pradziada (cz. Pradědská hornatina) oraz usytuowany na jego grzbiecie głównym (grzebieniu), ciągnącym się od przełęczy Červenohorské sedlo do przełęczy Skřítek. Szczyt leżący niemalże na końcu grzbietu głównego góry Pradziad, około 2,7 km na północny wschód od przełęczy Skřítek jest z daleka słabo rozpoznawalny. Jedynie podążając ścieżką główną, ciągnącą się wzdłuż tego grzbietu można go z bliższych odległości rozpoznać i zlokalizować. Jest szczytem niewidocznym m.in. z drogi okalającej połać szczytową góry Pradziad (szczyt przysłonięty przez kopułę szczytu góry Pecný), a z innego charakterystycznego punktu widokowego – z drogi okalającej szczyt góry Dlouhé stráně można go dostrzec i rozpoznać na grzbiecie głównym góry Pradziad, na prawo od wystającego skaliska góry Pecný. Dobrze widoczny m.in. z połaci szczytowej góry Pecný.
Szczyt wraz ze stokami ograniczają: od północy mało wybitna przełęcz o wysokości 1308 m n.p.m. w kierunku szczytu Pecný, od wschodu żleb o nazwie (cz. Žďárský žleb) i dolina płynącego w nim potoku o nazwie Podolský potok, od południa mało wybitna przełęcz o wysokości 1176 m n.p.m. w kierunku szczytu Zelené kameny, od południowego zachodu dolina potoku Splavský potok i mało wybitna przełęcz o wysokości 1245 m n.p.m. w kierunku szczytu Ztracené kameny oraz od zachodu dolina potoku Ztracený potok . W otoczeniu szczytu Pec znajdują się następujące szczyty: od północy Pecný, od północnego wschodu Jelenka, od południowego wschodu Ostružná i Zelené kameny, od południowego zachodu Ztracené kameny oraz od północnego zachodu Jestřábí vrch–JZ, Jestřábí vrch, Špičák i Břidličná hora–SZ.

### Szczyt

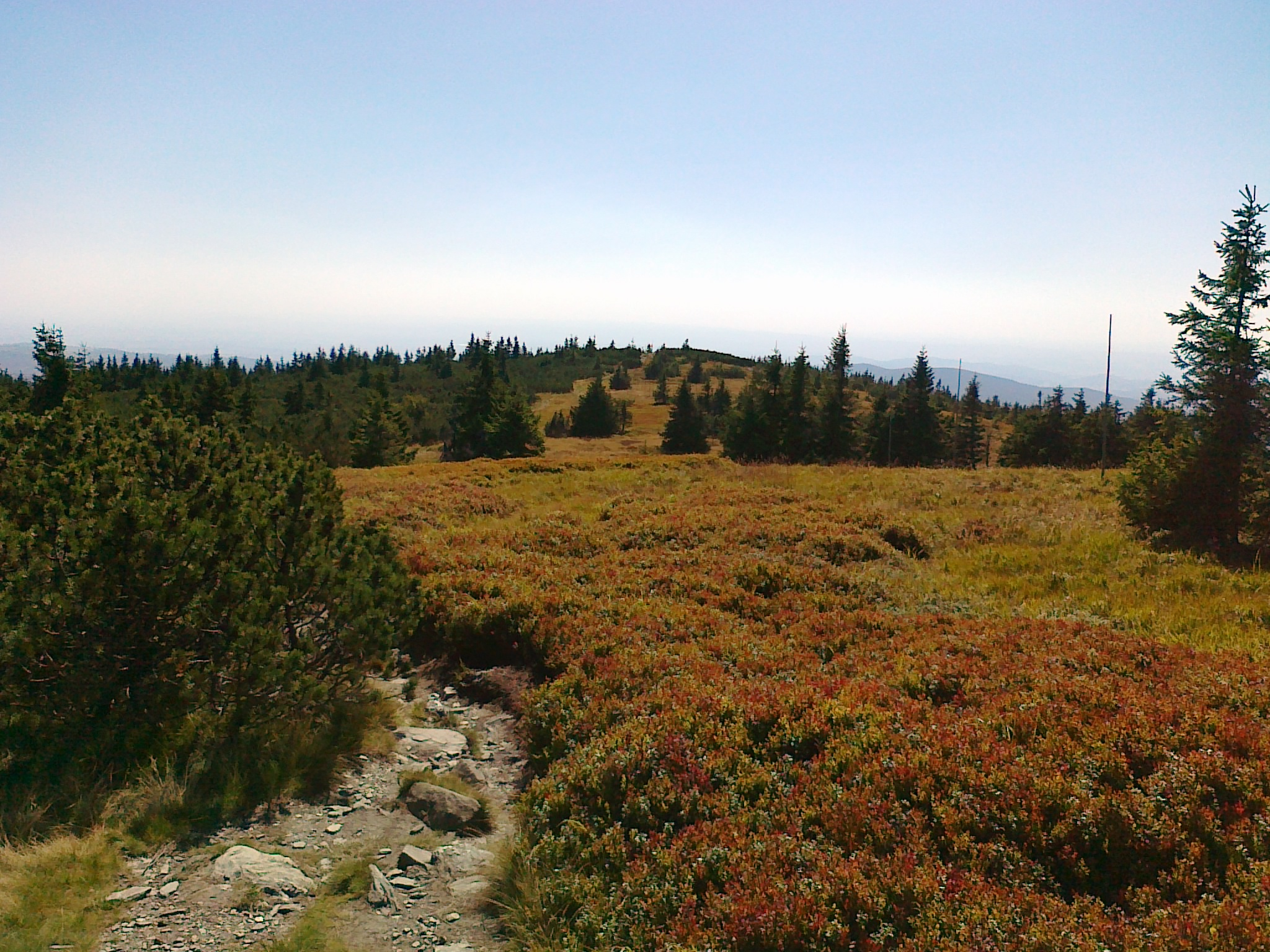
Widok z góry Pecný na szczyt Pec (2017 rok)

Szczyt jest formacją skalną w postaci piramidy złożonej z kamieni z białego, dewońskiego kwarcytu, tworzących niewielkie tzw. Kamienne morze o przybliżonych wymiarach (długość × szerokość = 19,5 × 12) m. Zgodnie z piętrowym układem stref klimatyczno-roślinnych połać szczytowa jest odsłonięta w postaci gołoborza, pokryta łąką z bardzo popularną rośliną Wysokiego Jesionika, a mianowicie borówką czarną oraz łanami kosodrzewiny. Jest ona punktem widokowym, z której rozpościerają się perspektywy w kierunku sąsiednich szczytów oraz niektórych miejscowości usytuowanych w dolinach u jej podnóża. Przez połać szczytową przebiega ścieżka główna oznakowana słupkami, na której wytyczono zielony szlak turystyczny . Na połaci szczytowej, przy ścieżce głównej znajduje się punkt geodezyjny, oznaczony na mapach geodezyjnych numerem (13.), o wysokości 1311,26 m n.p.m. oraz współrzędnych geograficznych (50°01′06,48″N 17°10′47,25″E/50,018467 17,179792), oddalony o około 6 m na południowy zachód od szczytu. Państwowy urząd geodezyjny o nazwie (cz. Český úřad zeměměřický a katastrální (CÚZK)) w Pradze podaje jako najwyższy punkt – szczyt – o wysokości 1311,3 m n.p.m. i współrzędnych geograficznych (50°01′06,6″N 17°10′47,4″E/50,018500 17,179833).  

### Stoki
W obrębie szczytu można wyróżnić trzy następujące zasadnicze stoki :
- zachodni, ciągnący się od szczytu do doliny potoku Ztracený potok
- południowo-wschodni o nazwie Zelené kameny, ciągnący się od szczytu do żlebu Žďárský žleb
- południowy, ciągnący się od szczytu do doliny potoku Splavský potok i przełęczy w kierunku szczytu Zelené kameny

Wszystkie stoki są zalesione w zdecydowanej większości borem świerkowym, a na stoku zachodnim oprócz boru świerkowego wraz z obniżaniem wysokości, w niższych partiach pojawiają się obszary pokryte lasem mieszanym. Stoki te charakteryzują się znaczną zmiennością wysokości zalesienia, z występującymi na nich przerzedzeniami, polanami oraz nieznacznymi ogołoceniami. Na stokach zachodnim i południowym występuje tzw. Kamienne morze, obszary pokryte gruzem skalnym, powstałym na skutek działania erozji. Na stokach brak jest większych skalisk lub grup skalnych.
Stoki mają stosunkowo niejednolite i mało zróżnicowane nachylenia. Średnie nachylenie stoków waha się bowiem od 14° (stok południowo-wschodni) do 19° (stok zachodni). Średnie nachylenie wszystkich stoków (średnia ważona nachyleń stoków) wynosi około 16°. Maksymalne średnie nachylenie u podnóża stoku zachodniego w pobliżu płynącego potoku Ztracený potok na odcinku 50 m nie przekracza 40°. Stoki pokryte są siecią dróg oraz na ogół nieoznakowanych ścieżek i duktów. Przemierzając je zaleca się korzystanie ze szczegółowych map, z uwagi na zawiłości ich przebiegu, zalesienie oraz zorientowanie w terenie.

### Geologia
Pod względem geologicznym Pec ze stokami należy do jednostki określanej jako warstwy vrbneńskie i zbudowany jest ze skał metamorficznych, głównie z: fyllitów (biotytów, muskowitów i chlorytów), łupków metamorficznych (grafitu, staurolitu, granatu i sillimanitu), łupków zieleńcowych, gnejsów, kwarcytu, skał magmowych, głównie meta-granitów oraz skał osadowych, głównie meta-zlepieńców.

### Wody
Grzbiet główny (grzebień) góry Pradziad, biegnący od przełęczy Skřítek do przełęczy Červenohorské sedlo oraz dalej do przełęczy Ramzovskiej (cz. Ramzovské sedlo) jest częścią granicy Wielkiego Europejskiego Działu Wodnego, dzielącej zlewiska Morza Bałtyckiego i Morza Czarnego . 
Szczyt wraz ze stokami leży na tej granicy, na zlewiskach Morza Bałtyckiego (dorzecze Odry) na stoku południowo-wschodnim i południowym oraz Morza Czarnego (dorzecze Dunaju) na stoku zachodnim. Na stoku południowym ma swoje źródło Splavský potok. W obrębie stoków nie występują m.in. wodospady czy kaskady.

## Ochrona przyrody
Połać szczytowa i znaczna część wszystkich stoków od wysokości mniej więcej (1070–1120) m n.p.m. w górę znajdują się w obrębie rezerwatu przyrody Břidličná (→ Ztracené skály), utworzonego 19 marca 2008 roku o powierzchni około 652 ha, będącego częścią wydzielonego obszaru objętego ochroną o nazwie Obszar Chronionego Krajobrazu Jesioniki (cz. Chráněná krajinná oblast (CHKO) Jeseníky), a utworzonego w celu ochrony utworów skalnych, ziemnych i roślinnych oraz rzadkich gatunków zwierząt.
Wzdłuż grzbietu głównego wytyczono w 2009 roku ścieżkę dydaktyczną (cz. Naučná stezka Po hřebenech – světem horských luk) o długości 12 km na odcinku:
 Ovčárna – Skřítek (z 12 stanowiskami obserwacyjnymi na trasie)

## Turystyka
W obrębie szczytu i stoków nie ma żadnego schroniska turystycznego lub hotelu górskiego. W odległości około 2,8 km na południowy zachód od szczytu, koło przełęczy Skřítek, przy drodze nr 11 znajduje się restauracja Skřítek oraz parking. Do miejscowości Vernířovice z bazą pensjonatów jest od szczytu około 3,8 km na północny zachód, a do bazy hoteli górskich blisko góry Pradziad jest około 7 km na północny wschód. Ponadto na stoku południowym, w odległości około 500 m na południowy wschód od szczytu, na wysokości około 1228 m n.p.m. znajduje się Kamenná chata (1), ale nie ma ona charakteru typowego schroniska turystycznego, a którą zalicza się do tzw. chat łowieckich. Dojście do niej jest trudne, wymaga posłużenia się szczegółowymi mapami.
Kluczowym punktem turystycznym jest oddalone o około 1,4 km na południowy zachód od szczytu skrzyżowanie turystyczne o nazwie (cz. Pod Ztracenými kameny) z podaną na tablicy informacyjnej wysokością 1100 m, przy którym ustawiono wiatą turystyczną oraz przez które przechodzą szlaki turystyczne, szlak rowerowy, ścieżka dydaktyczna i trasy narciarstwa biegowego. 

### Szlaki turystyczne
Klub Czeskich Turystów (cz. Klub Českých Turistů) wytyczył w obrębie szczytu i stoków dwa szlaki turystyczne na trasach:
 Skřítek – Ztracené skály – szczyt Ztracené kameny – szczyt Pec – szczyt Pecný – góra Břidličná hora – Jelení studánka – góra Jelení hřbet – przełęcz Sedlo nad Malým kotlem – góra Velký Máj – U Františkovy myslivny – góra Zámčisko–S – Zámčisko–SZ – U Kamenné chaty
 Skřítek – Ztracené skály – Zelené kameny – przełęcz Mravenčí sedlo – góra Jelenka – przełęcz Sedlo pod Jelení studánkou – Jelení studánka – góra Břidličná hora – Čertova stěna – góra Špičák – Vernířovice – Sobotín

### Szlaki rowerowe i trasy narciarskie
Na stoku zachodnim wyznaczono szlak rowerowy na trasie: 
 Pod Ztracenými kameny – góra Pecný – góra Špičák – góra Jestřábí vrch – przełęcz Branka – góra Homole – góra Vřesník – Kozí hřbet – góra Čepel – Uhlířská cesta
W okresach ośnieżenia wzdłuż szlaków turystycznych i szlaku rowerowego przebiegają trasy narciarstwa biegowego, m.in. o nazwie tzw. (cz. Jesenická magistrála). Na stokach nie wytyczono żadnej trasy narciarstwa zjazdowego.